# エピナル
エピナル（Épinal）は、フランス北東部、ヴォージュ県のコミューンで、同県の県庁所在地である。

## 教育
2012年1月、ナンシーにある旧ナンシー大学の構成校（ナンシー第一大学、ナンシー第二大学、ポリテクニックのロレーヌ国立高等工科学校（INPL））、メスにあるメス大学（Université de Metz）などを合併してロレーヌ大学が設立された。校舎はロレーヌ地域圏内の、ナンシー、メス、エピナル、ロンウィにある。

## スポーツ
- SASエピナル - サッカークラブ

## 関係者

### 主な出身者
- エミール・デュルケーム：社会学者
- ガエタン・ビュスマン：サッカー選手
- ジョルダン・マリエ：サッカー選手
- ナセル・ブアニ：自転車競技選手
- ミシェル・ベロフ：ピアニスト

### 居住者・ゆかりの人物
- セゴレーヌ・ロワイヤル：政治家
  - 10代以降、エピナルやその近郊に居住

## 姉妹都市
- ビトラ、マケドニア共和国
- キエーリ、イタリア
- ガンブルー、ベルギー
- ラクロス、ウィスコンシン州、アメリカ合衆国
- ラフバラー、イギリス
- シュヴェービッシュ・ハル、ドイツ